# William Cornysh
William Cornysh, ook wel William Cornish (East Greenwich, 1465 - Gut Hylden, Kent, oktober 1523), was een Brits componist van wiens werk bijzonder weinig is overgeleverd, maar die desalniettemin een vooraanstaande reputatie geniet.
Cornysh kan men — met als voornaamste concurrent allicht Robert Fayrfax — beschouwen als de eerste Engelse Renaissancecomponist; hij ondernam ernstige pogingen los te breken uit de omstreeks 1500 extreem uitgebreide ornamentele middeleeuwse zangstijl zoals men die in het Koorboek van Eton aantreft, en zocht bewust naar middelen om de innovatieve toer op te gaan.
Van 1509 tot zijn dood was Cornysh koormeester van de Chapel Royal, een prestigieuze post die in de loop der eeuwen door menig prominent Brits componist bekleed werd. We weten dat hij de Chapel zelfs begeleidde op een tournee door Frankrijk in 1513, alwaar de toehoorders, aldus de kronieken, met verbijstering reageerden.
Cornysh moet een veelzijdig en getalenteerd man zijn geweest; hij werkte mee aan masques voor koninklijke gelegenheden, er is een gedicht van hem bewaard, en hij stond in zijn tijd bekend als toneelschrijver. Zijn werk voor het theater is evenwel geheel verloren gegaan. Ook was hij een begiftigd acteur, en ontwierp hij de kostuums voor een aantal schouwtaferelen. 
We weten eveneens dat hij een tijd in de gevangenis doorbracht; de reden hiervoor is niet meer bekend, maar volgens hem ging het om een misverstand.
Wat Cornysh vooral interessant maakt, is de manier waarop hij de gigantisch complexe, bijna onuitvoerbare polyfonie die toentertijd toonaangevend was, uitputte en, binnen een en hetzelfde werk, met een veel eenvoudiger idioom wist te contrasteren. Het overgeleverde Magnificat demonstreert dat hij een volstrekte beheersing van de uiterst ingewikkelde muzikale patronen bezat, en tegelijkertijd een flair voor simplisme en weldoordachte dramatiek tentoonspreidde. 
Voorts overleven (weliswaar in manuscripten die zich vaak in slechte staat bevinden) onder andere nog een Stabat Mater en een Salve Regina, alsmede een aantal Engelstalige liedjes, waarvan Ah, Robin verreweg het bekendst is en min of meer tot het klassieke Renaissancerepertoire behoort.
- Bibsys: 19847
- Biblioteca Nacional de España: XX1559902
- Bibliothèque nationale de France: cb13892755h (data)
- Gemeinsame Normdatei: 10315874X
- International Standard Name Identifier: 0000 0003 6068 4777
- Library of Congress Control Number: n83130574
- Nationale Bibliotheek van Letland: 000312964
- MusicBrainz: 691b2e05-334b-42c9-b121-defae8f84cb3
- Nationale Bibliotheek van Tsjechië: jo2010557890
- Nationale bibliotheek van Australië: 35320843
- Nationale Bibliotheek van Israël: 987007416023205171
- Nationale en Universitaire bibliotheek Zagreb: 000246060
- Nederlandse Thesaurus van Auteursnamen: 104084898
- Réseau des bibliothèques de Suisse occidentale: 02-A012349075
- SNAC: w6t73jw3
- Système universitaire de documentation: 077856317
- Trove: 910742
- Virtual International Authority File: 223822040
- WorldCat: E39PBJwhyv7WdqCGpdK9TJgFrq